# HIStory
HIStory (HIStory: Past, Present and Future, Book I) er et dobbeltalbum udgivet af Michael Jackson i 1995. Albummet er en blanding af nye og gamle hits.
Den første cd indeholder de største hits, han havde haft indtil da, blandt andet "Billie Jean", "Rock With You", "Black or White" og "Bad".
Den anden cd indeholder 15 nye numre, så som "They Don’t Care About Us" og "Scream" (i duet med hans søster Janet Jackson). Musikvideoen til "Scream" var, og er stadig den dag i dag, den dyreste musikvideo nogensinde produceret.
Nummeret "Earth Song" blev et stort hit. En af producerne var R. Kelly, som var et af de største navne midt i 1990'erne. Albummet blev et af Jacksons bedst sælgende album med næsten 30 millioner solgte kopier.
Danmark har et specielt forhold til HIStory-albummet, som der er solgt over 250.000 eksemplarer af i Danmark. Det vil sige, at hver tyvende dansker ejer albummet. Dette gør Danmark til det land med flest solgte kopier af albummet i forhold til indbyggertallet.

## Spor
| 1.  | "Billie Jean"                                            | Michael Jackson                             | 4:52 |
| 2.  | "The Way You Make Me Feel"                               | Michael Jackson                             | 4:57 |
| 3.  | "Black or White"                                         | Michael Jackson                             | 4:15 |
| 4.  | "Rock With You"                                          | Rod Temperton                               | 3:40 |
| 5.  | "She's Out of My Life"                                   | Tom Bahler                                  | 3:37 |
| 6.  | "Bad"                                                    | Michael Jackson                             | 4:07 |
| 7.  | "I Just Can't Stop Loving You (Duet med Siedah Garrett)" | Michael Jackson                             | 4:11 |
| 8.  | "Man in the Mirror"                                      | Siedah Garrett, Glen Ballard                | 5:20 |
| 9.  | "Thriller"                                               | Rod Temperton                               | 5:57 |
| 10. | "Beat It"                                                | Michael Jackson                             | 4:16 |
| 11. | "The Girl Is Mine (Duet med Paul McCartney)"             | Michael Jackson                             | 3:42 |
| 12. | "Remember the Time"                                      | Teddy Riley, Michael Jackson, Bernard Belle | 4:00 |
| 13. | "Don't Stop 'Til You Get Enough"                         | Michael Jackson                             | 6:05 |
| 14. | "Wanna Be Startin' Somethin'"                            | Michael Jackson                             | 6:01 |
| 15. | "Heal the World"                                         | Michael Jackson                             | 6:25 |

| 1.  | "Scream (Duet med Janet Jackson)"           | Michael Jackson, Janet Jackson, James Harris III, Terry Lewis | 4:38 |
| 2.  | "They Don't Care About Us"                  | Michael Jackson                                               | 4:44 |
| 3.  | "Stranger in Moscow"                        | Michael Jackson                                               | 5:43 |
| 4.  | "This Time Around ft. The Notorious B.I.G." | Michael Jackson, Dallas Austin, Bruce Swedien, René Moore     | 4:20 |
| 5.  | "Earth Song"                                | Michael Jackson                                               | 6:46 |
| 6.  | "D.S."                                      | Michael Jackson                                               | 4:50 |
| 7.  | "Money"                                     | Michael Jackson                                               | 4:41 |
| 8.  | "Come Together"                             | John Lennon, Paul McCartney                                   | 4:02 |
| 9.  | "You Are Not Alone"                         | R. Kelly                                                      | 5:45 |
| 10. | "Childhood (Tema fra Befri Willy 2)"        | Michael Jackson                                               | 4:28 |
| 11. | "Tabloid Junkie"                            | Michael Jackson, James Harris III, Terry Lewis                | 4:32 |
| 12. | "2 Bad ft. Shaquille O'Neal"                | Michael Jackson, Bruce Swedien, René Moore, Dallas Austin     | 4:49 |
| 13. | "HIStory ft. Boyz II Men"                   | Michael Jackson, James Harris III, Terry Lewis                | 6:37 |
| 14. | "Little Susie"                              | Michael Jackson                                               | 6:13 |
| 15. | "Smile"                                     | John Turner. Geoffrey Parsons, Chaplin Chaplin                | 4:56 |